# پی۵۳
پروتئین تومور P53 ‏(Tumor Protein P53)، که به این موارد هم شناخته می‌شود: p53، آنتی‌ژن تومور سلولی p53 (نام UniProt)، نگهبان ژنوم، فسفوپروتئین p53، سرکوبگر تومور p53، آنتی‌ژن NY-CO-13 یا پروتئین مربوط-به-تبدیل 53 (TRP53)، هر ایزوفرمی از پروتئین‌های رمز شده توسط ژن‌هایِ همولوگِ جاندارانِ مختلفی چون TP53 (در انسان) و Trp53 (در موش) می‌باشد. این همولوگ (که ابتدا تصور می‌شد تک پروتئین باشد، و هنوز هم از آن به گونه ای صحبت می‌شود که گویی تک پروتئین است) در مهره‌داران چندسلولی نقش بنیادینی دارد، به طوری که از تشکیل سرطان پیشگیری کرده و ازین رو به عنوان سرکوب‌گر تومور عمل می‌کند. از همین رو p53 را به عنوان «نگهبان ژنوم» توصیف نموده‌اند، چرا که از طریق اجتناب از جهش ژنومی در حفظ پایداری ژنوم نقش دارد. ازین رو TP53 را به عنوان یک ژن سرکوبگر تومور رده‌بندی نموده‌اند.
نام p53 در ۱۹۷۹ میلادی جهت توصیف جرم مولکولی ظاهری به کار رفت؛ تحلیل SDS-PAGE نشان می‌دهد که این پروتئین دارای وزن مولکولی ۵۳-کیلودالتون (kDa) است. با این حال، وزن حقیقی پروتئین p53 با طول کامل، براساس جمع جرم‌های ریشه‌های آمینواسیدی تنها 43.7kDa است. این اختلاف وزن به علت تعداد بالای ریشه‌های پرولینی در پروتئین است که مهاجرتش را بر روی SDS-PAGE کند کرده و ازین رو موجب سنگین تر شدن وزن ظاهری آن می‌گردد. ژن TP53، علاوه بر رمز کردن پروتئین با طول کامل، حداقل ۱۵ ایزوفورم پروتئینی را رمز می‌کند که اندازه‌هایشان از ۳٫۵ تا ۴۳٫۷ کیلودالتون (kDa) اند. تمام این پروتئین‌های p53 را ایزوفرم‌های p53 می‌نامند. ژن TP53 فراوان‌ترین میزان جهش را در سرطان انسانی داراست (بیش از ۵۰ درصد)، از همین رو ژن TP53 در پیشگیری از تشکیل سرطان نقش حیاتی را داراست. ژن TP53 پروتئین‌هایی متصل شونده به DNA را رمز کرده و بیان ژن را جهت پیش‌گیری از جهش‌های ژنومی تنظیم می‌نماید.

## ژن
در انسان‌ها، ژن TP53 روی بازوی کوتاه کروموزوم ۱۷ (17p13.۱) قرار دارد.‏ این ژن 20kb طول دارد که اگزون غیر-رمزکننده آن ۱ و اولین اینترون بسیار طویلش ۱۰ کیلوباز طول دارند. دنباله رمزکننده شامل پنج ناحیه است که نشان دهنده درجه بالایی از حفاظت در مهره‌داران است، که در اگزون‌های ۲، ۵، ۶، ۷ و ۸ حضور برجسته تری دارند، اما دنباله‌هایی که در بی‌مهرگان یافت می‌شوند، تنها شباهت دوری را با TP53 پستانداران داران از خود نشان می‌دهند. اورتولوگ‌های TP53‏ در اکثر پستاندارانی که برایشان داده‌های ژنومی کاملی وجود دارد، مورد شناسایی قرار گرفته‌است.

### ژن TP53 انسانی
در انسان‌ها چندریختی رایجی وجود دارد که مربوط به جایگزینی آرژینین با پرولین در کدون موقعیت ۷۲ است. بسیاری از مطالعات در مورد پیوند ژنتیکی بین این واریاسیون و استعداد سرطان تحقیق شده‌است؛ با این حال، نتایج این مطالعات بحث‌برانگیز بوده‌است. به عنوان مثال، فرا-تحلیلی از سال ۲۰۰۹ میلادی نتوانست ارتباطی بین این ژن و سرطان گردنی بیابد. در مطالعه‌ای که در سال ۲۰۱۱ میلادی انجام شد، معلوم گشت که جهش پرولین در TP53، اثر ژرفی بر روی ریسک سرطان لوزالمعده در سرطان سینه میان مذکران دارد. مطالعه‌ای که بر روی زنان عرب انجام گشت نشان داد که هموزیگوسیتی در کدون ۷۲ از TP53، با اهش ریسک سرطان سینه مرتبط است. مطالعه‌ای نشان داد که چندریختی کدون ۷۲ در TP53، یعنی MDM2 SNP309 و A2164G، ممکن است جمعاً با مستعد بودن نسبت به سرطان غیر-دهانی-حلقی در زنان مرتبط بوده و ممکن است MDM2 SNP309 در ترکیب با کدون ۷۲ از TP53، پیشرفت سرطان غیر-دهانی-حلقی را در زنان تسریع سازد. در مطالعه‌ای به سال ۲۰۱۱ میلادی، مشخص شد که چندریختی در کدون ۷۲ از TP53 با افزایش ریسک سرطان ریه مرتبط است.
فراتحلیلی از سال ۲۰۱۱ میلادی نشان داد که ارتباط قابل توجهی بین چندریختی‌های کدون ۷۲ از TP53 و ریسک سرطان روده بزرگ-راست‌روده و ریسک سرطان غشاء داخلی رحم وجود ندارد. در مطالعه‌ای که سال ۲۰۱۱ میلادی روی گروه آماری متولدین برزیلی صورت پذیرفت، ارتباطی بین آرژینین جهش-نیافته TP53 و افرادی که تاریخچه سرطان خانوادگی نداشتند، یافت شد. مطالعه دیگری در سال ۲۰۱۱ میلادی نشان داد که ژنوتیپ هموزیگوس (پرو/پرو) از p53 با افزایش قابل توجه ریسک سرطان سلول کلیوی مرتبط است.

## ارجاعات
1. 1 2 3  GRCm38: Ensembl release 89: ENSMUSG00000059552 - Ensembl, May 2017
2. ↑  "Human PubMed Reference:". National Center for Biotechnology Information, U.S. National Library of Medicine.
3. ↑  "Mouse PubMed Reference:". National Center for Biotechnology Information, U.S. National Library of Medicine.
4. ↑  Toufektchan, E.; Toledo, F. (2018). "The Guardian of the Genome Revisited: P53 Downregulates Genes Required for Telomere Maintenance, DNA Repair, and Centromere Structure". Cancers. 10 (5): 135. doi:10.3390/cancers10050135. PMC 5977108. PMID 29734785.
5. 1 2 3  Surget S, Khoury MP, Bourdon JC (December 2013). "Uncovering the role of p53 splice variants in human malignancy: a clinical perspective". OncoTargets and Therapy. 7: 57–68. doi:10.2147/OTT.S53876. PMC 3872270. PMID 24379683.
6. ↑  Read AP, Strachan T (1999). "Chapter 18: Cancer Genetics". Human molecular genetics 2. New York: Wiley. ISBN 978-0-471-33061-5.
7. 1 2  Matlashewski G, Lamb P, Pim D, Peacock J, Crawford L, Benchimol S (December 1984). "Isolation and characterization of a human p53 cDNA clone: expression of the human p53 gene". The EMBO Journal. 3 (13): 3257–62. doi:10.1002/j.1460-2075.1984.tb02287.x. PMC 557846. PMID 6396087.
8. 1 2  Isobe M, Emanuel BS, Givol D, Oren M, Croce CM (1986). "Localization of gene for human p53 tumour antigen to band 17p13". Nature. 320 (6057): 84–5. Bibcode:1986Natur.320...84I. doi:10.1038/320084a0. PMID 3456488. S2CID 4310476.
9. 1 2  Kern SE, Kinzler KW, Bruskin A, Jarosz D, Friedman P, Prives C, Vogelstein B (June 1991). "Identification of p53 as a sequence-specific DNA-binding protein". Science. 252 (5013): 1708–11. Bibcode:1991Sci...252.1708K. doi:10.1126/science.2047879. PMID 2047879. S2CID 19647885.
10. 1 2  McBride OW, Merry D, Givol D (January 1986). "The gene for human p53 cellular tumor antigen is located on chromosome 17 short arm (17p13)". Proceedings of the National Academy of Sciences of the United States of America. 83 (1): 130–4. Bibcode:1986PNAS...83..130M. doi:10.1073/pnas.83.1.130. PMC 322805. PMID 3001719.
11. ↑  Bourdon JC, Fernandes K, Murray-Zmijewski F, Liu G, Diot A, Xirodimas DP, Saville MK, Lane DP (September 2005). "p53 isoforms can regulate p53 transcriptional activity". Genes & Development. 19 (18): 2122–37. doi:10.1101/gad.1339905. PMC 1221884. PMID 16131611.
12. ↑  Ziemer MA, Mason A, Carlson DM (September 1982). "Cell-free translations of proline-rich protein mRNAs". The Journal of Biological Chemistry. 257 (18): 11176–80. doi:10.1016/S0021-9258(18)33948-6. PMID 7107651.
13. ↑  Levine, Arnold Jay; Lane, David P., eds. (2010). The p53 family. Cold Spring Harbor Perspectives in Biology. Cold Spring Harbor, N.Y.: Cold Spring Harbor Laboratory Press. ISBN 978-0-87969-830-0.
14. ↑  May P, May E (December 1999). "Twenty years of p53 research: structural and functional aspects of the p53 protein". Oncogene. 18 (53): 7621–36. doi:10.1038/sj.onc.1203285. PMID 10618702.
15. ↑  "OrthoMaM phylogenetic marker: TP53 coding sequence". Archived from the original on 2018-03-17. Retrieved 2009-12-02.
16. ↑  Klug SJ, Ressing M, Koenig J, Abba MC, Agorastos T, Brenna SM,  et al. (August 2009). "TP53 codon 72 polymorphism and cervical cancer: a pooled analysis of individual data from 49 studies". The Lancet. Oncology. 10 (8): 772–84. doi:10.1016/S1470-2045(09)70187-1. PMID 19625214.
17. ↑  Sonoyama T, Sakai A, Mita Y, Yasuda Y, Kawamoto H, Yagi T, Yoshioka M, Mimura T, Nakachi K, Ouchida M, Yamamoto K, Shimizu K (2011). "TP53 codon 72 polymorphism is associated with pancreatic cancer risk in males, smokers and drinkers". Molecular Medicine Reports. 4 (3): 489–95. doi:10.3892/mmr.2011.449. PMID 21468597.
18. ↑  Alawadi S, Ghabreau L, Alsaleh M, Abdulaziz Z, Rafeek M, Akil N, Alkhalaf M (September 2011). "P53 gene polymorphisms and breast cancer risk in Arab women". Medical Oncology. 28 (3): 709–15. doi:10.1007/s12032-010-9505-4. PMID 20443084. S2CID 207372095.
19. ↑  Yu H, Huang YJ, Liu Z, Wang LE, Li G, Sturgis EM, Johnson DG, Wei Q (September 2011). "Effects of MDM2 promoter polymorphisms and p53 codon 72 polymorphism on risk and age at onset of squamous cell carcinoma of the head and neck". Molecular Carcinogenesis. 50 (9): 697–706. doi:10.1002/mc.20806. PMC 3142329. PMID 21656578.
20. ↑  Piao JM, Kim HN, Song HR, Kweon SS, Choi JS, Yun WJ, Kim YC, Oh IJ, Kim KS, Shin MH (September 2011). "p53 codon 72 polymorphism and the risk of lung cancer in a Korean population". Lung Cancer. 73 (3): 264–7. doi:10.1016/j.lungcan.2010.12.017. PMID 21316118.
21. ↑  Wang JJ, Zheng Y, Sun L, Wang L, Yu PB, Dong JH, Zhang L, Xu J, Shi W, Ren YC (November 2011). "TP53 codon 72 polymorphism and colorectal cancer susceptibility: a meta-analysis". Molecular Biology Reports. 38 (8): 4847–53. doi:10.1007/s11033-010-0619-8. PMID 21140221. S2CID 11730631.
22. ↑  Jiang DK, Yao L, Ren WH, Wang WZ, Peng B, Yu L (December 2011). "TP53 Arg72Pro polymorphism and endometrial cancer risk: a meta-analysis". Medical Oncology. 28 (4): 1129–35. doi:10.1007/s12032-010-9597-x. PMID 20552298. S2CID 32990396.
23. ↑  Thurow HS, Haack R, Hartwig FP, Oliveira IO, Dellagostin OA, Gigante DP, Horta BL, Collares T, Seixas FK (December 2011). "TP53 gene polymorphism: importance to cancer, ethnicity and birth weight in a Brazilian cohort". Journal of Biosciences. 36 (5): 823–31. doi:10.1007/s12038-011-9147-5. PMID 22116280. S2CID 23027087.
24. ↑  Huang CY, Su CT, Chu JS, Huang SP, Pu YS, Yang HY, Chung CJ, Wu CC, Hsueh YM (December 2011). "The polymorphisms of P53 codon 72 and MDM2 SNP309 and renal cell carcinoma risk in a low arsenic exposure area". Toxicology and Applied Pharmacology. 257 (3): 349–55. doi:10.1016/j.taap.2011.09.018. PMID 21982800.